# Liste der Mitgliedsverbindungen des ÖCV

Logo des ÖCV

Die Liste der Mitgliedsverbindungen des ÖCV ist eine Gesamtaufstellung aller derzeit existierenden Mitgliedsverbindungen des Österreichischen Cartellverbandes. Der ÖCV ist durch seine Mitglieder in Österreich und durch ein assoziiertes Mitglied in Italien vertreten.
→ Zur Liste des CV siehe: Cartellverband der katholischen deutschen Studentenverbindungen

## Die Liste
Die Einzelverbindungen sind unten aufgelistet. Die Nummer besteht aus einem Buchstaben für den Verband und der Nummer der Mitgliedschaft entsprechend dem Eintritt in den jeweiligen Verband.
| Nr. | Name                                                                   | Sitz            | Farben | Wappen  | Zirkel | Gründung      | Aufnahme | Kürzel | Anmerkungen |
| --- | ---------------------------------------------------------------------- | --------------- | ------ | ------- | ------ | ------------- | -------- | ------ | ----------- |
| Ö   | Cartellverband der katholischen österreichischen Studentenverbindungen |                 |        |         |        | 10. Juli 1933 |          | ÖCV    |             |
| Ö1  | AV Austria Innsbruck                                                   | Innsbruck       |        |         |        | 1864          | 1864     | AIn    |             |
| Ö2  | KaV Norica Wien                                                        | Wien            |        |         |        | 1883          | 1883     | Nc     |             |
| Ö3  | KÖHV Carolina Graz                                                     | Graz            |        |         |        | 1888          | 1889     | Cl     |             |
| Ö4  | KÖHV Leopoldina Innsbruck                                              | Innsbruck       |        |         |        | 1901          | 1903     | Le     |             |
| Ö5  | KÖStV Austria Wien                                                     | Wien            |        |         |        | 1876          | 1906     | AW     |             |
| Ö6  | KÖStV Rudolfina Wien                                                   | Wien            |        |         |        | 1898          | 1906     | Rd     |             |
| Ö7  | KÖHV Nordgau Wien                                                      | Wien            |        | Nordgau |        | 1900          | 1906     | NdW    |             |
| Ö8  | KÖStV Kürnberg Wien                                                    | Wien            |        |         |        | 1900          | 1906     | Kb     |             |
| Ö9  | KAV Saxo-Bavaria Prag in Wien                                          | Wien            |        |         |        | 1907          | 1907     | S-B    |             |
| Ö10 | KÖStV Traungau Graz                                                    | Graz            |        |         |        | 1908          | 1908     | Trn    |             |
| Ö11 | KÖStV Nibelungia Wien                                                  | Wien            |        |         |        | 1908          | 1908     | NbW    |             |
| Ö12 | KÖHV Rugia Wien                                                        | Wien            |        |         |        | 1908          | 1908     | Rg     |             |
| Ö13 | AV Raeto-Bavaria Innsbruck                                             | Innsbruck       |        |         |        | 1908          | 1908     | R-B    |             |
| Ö14 | KaV Marco-Danubia Wien                                                 | Wien            |        |         |        | 1908          | 1909     | M-D    |             |
| Ö15 | KÖStV Aargau Wien                                                      | Wien            |        |         |        | 1908          | 1909     | Aa     |             |
| Ö16 | KÖHV Franco-Bavaria Wien                                               | Wien            |        |         |        | 1908          | 1909     | F-B    |             |
| Ö17 | KÖHV Amelungia Wien                                                    | Wien            |        |         |        | 1907          | 1919     | Am     |             |
| Ö18 | KHV Welfia Klosterneuburg                                              | Klosterneuburg  |        |         |        | 1910          | 1920     | Wl     |             |
| Ö19 | KHV Babenberg Wien                                                     | Wien            |        |         |        | 1910          | 1920     | BbW    |             |
| Ö20 | KÖStV Babenberg Graz                                                   | Graz            |        |         |        | 1920          | 1920     | BbG    |             |
| Ö21 | KÖHV Alpenland Wien                                                    | Wien            |        |         |        | 1921          | 1921     | Alp    |             |
| Ö22 | KÖStV Glückauf Leoben                                                  | Leoben          |        |         |        | 1922          | 1923     | GlL    |             |
| Ö23 | KAV Rheno-Danubia Innsbruck                                            | Innsbruck       |        |         |        | 1927          | 1927     | R-D    |             |
| Ö24 | KAV Bajuvaria Wien                                                     | Wien            |        |         |        | 1920          | 1929     | Baj    |             |
| Ö25 | KÖHV Rheno-Juvavia Salzburg                                            | Salzburg        |        |         |        | 1932          | 1932     | R-J    |             |
| Ö26 | KAV Danubia Wien-Korneuburg                                            | Wien            |        |         |        | 1907          | 1932     | Dan    |             |
| Ö27 | AV Vindelicia Innsbruck                                                | Innsbruck       |        |         |        | 1901          | 1933     | Vi     |             |
| Ö28 | KÖHV Alpinia Innsbruck                                                 | Innsbruck       |        |         |        | 1940          | 1945     | AlIn   |             |
| Ö29 | ÖkaV Rhaeto-Danubia Wien                                               | Wien            |        |         |        | 1930          | 1946     | Rt-D   |             |
| Ö30 | KÖHV Pannonia Wien                                                     | Wien            |        |         |        | 1932          | 1948     | Pan    |             |
| Ö31 | KÖHV Mercuria Wien                                                     | Wien            |        |         |        | 1947          | 1950     | Merc   |             |
| Ö32 | KÖHV Neostadia Wiener-Neustadt                                         | Wiener Neustadt |        |         |        | 1950          | 1954     | Ne     |             |
| Ö33 | KÖStV Kristall Leoben                                                  | Leoben          |        |         |        | 1954          | 1955     | Kr     |             |
| Ö34 | KÖHV Sängerschaft Waltharia Wien                                       | Wien            |        |         |        | 1928          | 1957     | Walth  |             |
| Ö35 | KAV Austro-Peisonia Wien                                               | Wien            |        |         |        | 1925          | 1958     | A-P    |             |
| Ö36 | KÖAV Albertina Graz                                                    | Graz            |        |         |        | 1961          | 1962     | Alb    |             |
| Ö37 | ÖkaV Theresiana Wiener Neustadt                                        | Wiener Neustadt |        |         |        | 1960          | 1962     | The    |             |
| Ö38 | KÖHV Rupertina Salzburg                                                | Salzburg        |        |         |        | 1962          | 1966     | Rp     |             |
| Ö39 | KaV Austro-Danubia Linz                                                | Linz            |        |         |        | 1966          | 1966     | A-D    |             |
| Ö40 | KÖaV Carinthia Klagenfurt                                              | Klagenfurt      |        |         |        | 1972          | 1972     | Ca     |             |
| Ö41 | KÖStV Veritas Baden                                                    | Baden           |        |         |        | 1976          | 1976     | V-B    |             |
| Ö42 | KÖAV Floriana St. Pölten                                               | Sankt Pölten    |        |         |        | 1978          | 1979     | FlP    |             |
| Ö43 | KÖStV Severina Linz                                                    | Linz            |        |         |        | 1982          | 1982     | Se     |             |
| Ö44 | KSHV Lodronia Salzburg                                                 | Salzburg        |        |         |        | 1927          | 1983     | Lo     |             |
| Ö45 | AV Austro-Ferrea Eisenstadt                                            | Eisenstadt      |        |         |        | 2001          | 2001     | A-F    |             |
| Ö46 | KÖStV Erasmus Graz                                                     | Graz            |        |         |        | 2009          | 2009     | ErG    |             |
| Ö47 | KÖHV Europa-Kopernika Graz                                             | Graz            |        |         |        | 2011          | 2012     | EKG    |             |
| Ö48 | KAV Sanctottensis Heiligenkreuz                                        | Heiligenkreuz   |        |         |        | 2011          | 2012     | SO     |             |
| Ö49 | KÖHV Maximiliana Linz                                                  | Linz            |        |         |        | 2014          | 2015     | Ma     |             |
| Ö50 | ÖkaV Vitonia Krems                                                     | Krems           |        |         |        | 2016          | 2018     | Vt     |             |

## Assoziierte Mitglieder
Hier werden die assoziierten Mitgliedsverbindungen aufgeführt.
| Name                | Sitz           | Farben | Wappen | Zirkel | Gründung | Aufnahme | Kürzel | Anmerkungen |
| ------------------- | -------------- | ------ | ------ | ------ | -------- | -------- | ------ | ----------- |
| AV Meinhardia Bozen | Bozen, Italien |        |        |        | 1999     | 2000     | M-B    |             |

## Ehemalige Mitglieder
Hier werden die ehemaligen Mitgliedsverbindungen aufgeführt.
| Name                    | Sitz           | Farben | Wappen | Zirkel | Gründung | Aufnahme | Kürzel | Anmerkungen                                  |
| ----------------------- | -------------- | ------ | ------ | ------ | -------- | -------- | ------ | -------------------------------------------- |
| KDStV Pflug Wien        | Wien           |        |        |        | 1921     |          | Pf     | 1945 fusioniert mit KÖHV Franco-Bavaria Wien |
| KDStV Laurinia Padua    | Padua, Italien |        |        |        | 1925     |          |        | 1950 fusioniert mit AV Austria Innsbruck     |
| KÖHV Liechtenstein Wien | Wien           |        |        |        | 1954     |          |        | 1948 fusioniert mit KÖHV Alpenland Wien      |
| KÖAV Vindemia Feldkirch | Feldkirch      |        |        |        | 1976     |          | VF     | 1981 fusioniert mit AV Vindelicia Innsbruck  |